# 日野宣子
日野 宣子（ひの せんし/のぶこ、1328年〈嘉暦3年〉? - 1382年7月25日〈永徳2年6月14日〉）は、南北朝時代の女房。後光厳天皇の典侍。
南北朝期の宮中（北朝）で大きな影響力を保持し、日野業子と足利義満や、広橋仲子と後光厳天皇、三条厳子と後円融天皇らの縁談を取り計らった。
二位局・二品尼・一品禅尼・岡松一品などと称された。

## 概略
日野資名と芝禅尼の娘として誕生。
後光厳天皇の践祚時に典侍となり、後光厳の即位礼では褰帳の典侍を務めた。やがて従三位に叙せられる。宣子と後光厳は芝禅尼のもとで育てられた縁があり、後光厳との配偶関係は無かったが、宣子は後光厳の後宮で力を持った。以後、宣子は女官の監督者として北朝の後宮に君臨することとなる。
その後西園寺実俊の妾となり、実俊の北山殿に入った。宣子の影響で実俊は後光厳に気に入られ、宣子は後光厳の六位蔵人である物加波懐国とも関係を持ったが、懐国は宣子の威を借りて高慢に振る舞ったという。
後光厳の譲位後は「二位局」と呼ばれ、後光厳の崩御に際して出家。法名は無相定円。後円融天皇の後宮でも力を保ち、一門の女性を後見して後宮に送り込んだ。永徳元年（1381年）3月16日に従一位に叙せられる。永徳2年（1382年）前後には、後円融天皇が義満に対して行った幹仁親王（後小松天皇）への譲位の相談にて使者を務めている。永徳2年（1382年）6月14日に薨去。
宣子は、宮中（北朝）における女官の監督役として長年後宮に君臨し、宮中で大きな影響力を有した。また、様々な人物の縁談を取り計り、将軍足利義満と一族の日野業子の縁談を取り持った縁で、義満との関係も強かった。義満は宣子に対して実母同然の敬愛を払い、たびたび花の御所内にある宣子の岡松殿（宣子の没後に大聖寺となる）を訪れた。宣子の死に際しては、義満自ら葬儀を営み、年忌ごとの手厚い供養も忘れずに執り行ったという。義満の治天の君同然の振る舞いに関して小川剛生は、宣子を通じて義満は歴代の治天の君の行状を知ったと推測している。